# Aeroporto de Aasiaat
Aeroporto de Aasiaat (em gronelandês:Mittarfik Aasiaat e em dinamarquês: Aasiaat Lufthavn) é um aeroporto em Aasiaat, uma cidade no município de Qaasuitsup, oeste da Gronelândia. Possui uma pista asfaltada com 799 metros de comprimento.

## Linhas aéreas e destinos
A Air Greenland serve o Aeroporto de Aasiaat com voos de avião para Ilulissat, Kangerlussuaq e Qaarsut. Serve também com voos de helicóptero para Qasigiannguit, Qeqertarsuaq, Akunnaaq, Attu, Kangaatsiaq, Kitsissuarsuit e Niaqornaarsuk.